# La Pointe (Micoud)
La Pointe es una localidad de Santa Lucía que forma parte del distrito de Micoud.